# Papir Oxirinc 840
Papir Oxirinc 840 fragment de pergamí trobat a Oxirinc Egipte l'any 1905. El fragment de 45 línies data de l'any 400 dC. Fou descobert per B. P. Grenfell i Arthur Hunt. Explica dos episodis que tenen com protagonista a Jesús de Natzaret:
- Discurs de Jesús als seus deixebles.
- Disputa entre Jesús i Leví referent a les purificacions rituals.

L'aportació d'aquest text, des del punt de vista històric, és confirmar la diversitat de pensament entre Jesús i els fariseus.
Els autors crítics no es posen d'acord sobre l'evangeli a què pertany aquest fragment. Waitz el relaciona amb l'Evangeli dels Natzarens pel seu caràcter sinòptic, Marie-Joseph Lagrange diu que forma part de l'Evangeli dels Hebreus. En canvi, Aurelio de Santos Otero opina que el seu contingut pertany als evangelis sinòptics.